# تلمبه شهید چمران
تلمبه شهید چمران یک منطقهٔ مسکونی در ایران است که در دهستان ریگان واقع شده‌است.